# Sic transit gloria mundi
Sic transit gloria mundi (abrev. STGM ou S.T.G.M.) é uma frase latina que significa literalmente "assim transita a glória do mundo", "toda glória do mundo é transitória”. Tem sido traduzida como "as coisas mundanas são passageiras".[carece de fontes?]
É possivelmente uma adaptação de uma frase no trabalho “Imitação de Cristo” do monge agostiniano Tomás de Kempis de 1418, em que ele escreve: "O quam cito transit gloria mundi" ("o quão rapidamente passa a glória do mundo").
A frase era utilizada no ritual das cerimônias da coroação papal até 1963. O recém-escolhido papa partia da Basílica de São Pedro na Sede gestatória em procissão, que parava três vezes. Em cada ocasião, um mestre de cerimônias papal ficaria de joelhos diante do papa, queimando uma mecha de estopa e dizendo três vezes consecutivas, em voz alta "Pater Sancte, sic transit gloria mundi!" ("Santo Padre, assim passa a glória mundana!").